# Necropoli di Cellole
La necropoli di Cellole si trova a nord ovest di San Gimignano ed è compresa nel suo comune, in provincia di Siena. 

## Descrizione
Attraverso scavi prolungatisi in tempi diversi, vi sono state rinvenute sepolture etrusche risalenti al periodo che va dal V secolo a.C. al II secolo a.C.: tra le camere strutturate nelle tombe se ne distinguono alcune con dromos, altre a pianta rettangolare o circolare. Tra gli oggetti rinvenuti si conservano le urne in travertino, ceramica acroma e figurata e bronzi di vario genere come specchi e vasi.
Nella stessa area inoltre, accanto ad una tomba di età romana, sono state rinvenute altre tombe a camera risalenti al II secolo a.C., tra cui spicca quella di Sferracavalli, località presso Cellole, che presenta una pianta circolare ed offre la scoperta di urne in travertino con coperchio a recumbente, bronzi e monete di quel periodo.